# Сезон 2009 Deutsche Tourenwagen Masters
Сезон 2009 Deutsche Tourenwagen Masters — десятый сезон немецкого чемпионата DTM по легковым автомобилям, прошедший в 2009 году. Сезон начался 17 мая в Хоккенхайме и завершился 25 октября там же.

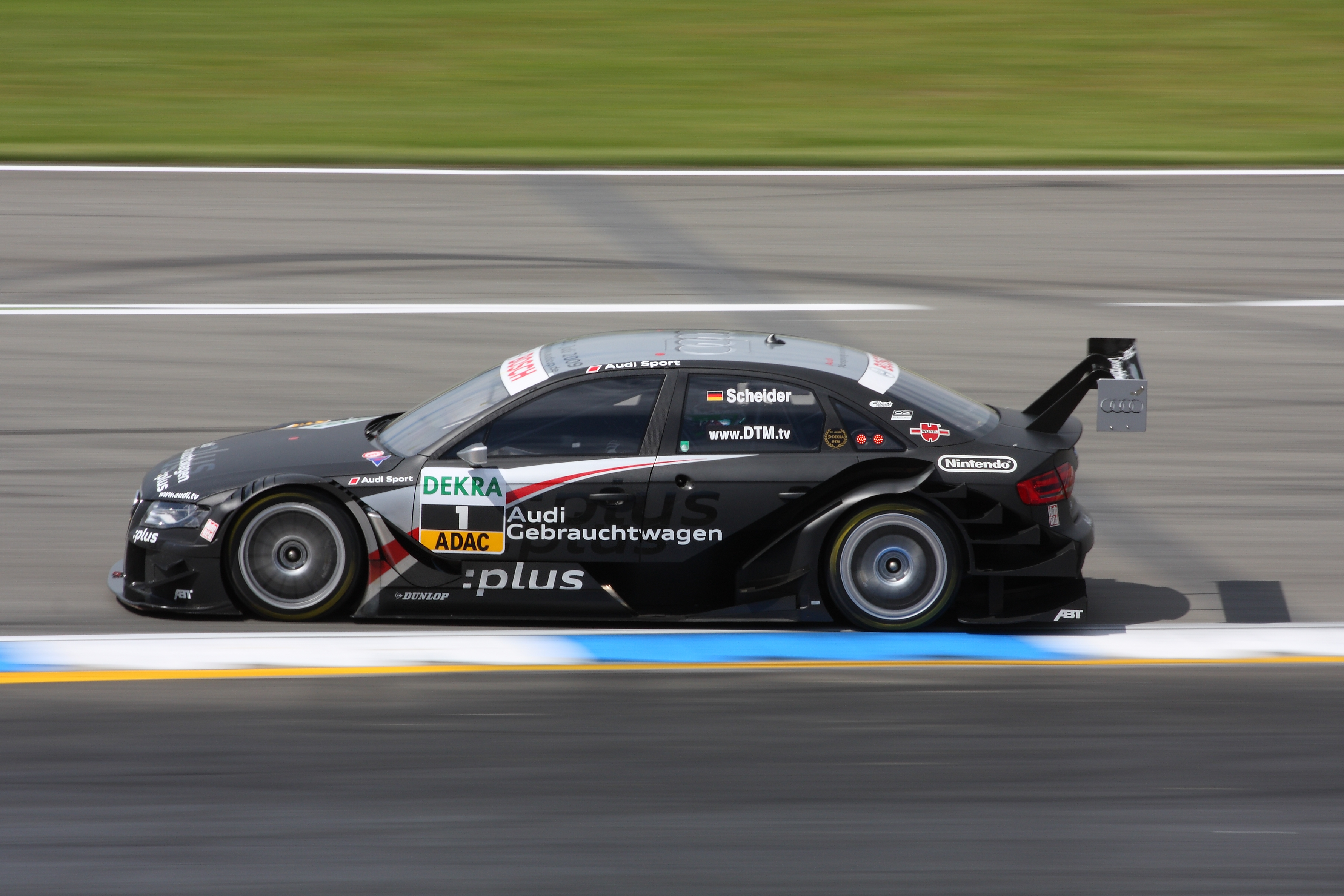
В сезоне 2009 Тимо Шайдер стал четвёртым многократным чемпионом ДТМ и впервые принёс Ауди третий подряд титул в зачете марок.

## Изменения в новом сезоне
Ухудшение экономической обстановки, начавшееся в 2008 году, отразилось на DTM. Сам сезон начался на месяц позже из-за нескольких переносов сроков. Чемпионат покинул этап в Муджелло — наименее посещаемый. Кроме того, этап в Ле-Мане сменила гонка в Дижоне из-за недовольства руководства серии трассой Бугатти. Также ITR приняла решение об увеличении дистанции гонок, в среднем около 10 %, до 65-70 минут, таким образом, гонка в Дижоне стала самой длинной в истории DTM — 197 км. Мерседес сократил число выставляемых машин до восьми. По соглашению Mercedes и Audi не стали сильно модифицировать машины спецификации 2009 года, что должно было дать больше шансов гонщикам на более старых машинах, также увеличили весовой гандикап старых машин (1050 кг — 2009, 1030 кг — 2008, 1010 кг — 2007). Сами новые машины Mercedes стали больше похожи на Audi — изменились узел крепления заднего крыла (у обеих марок крыло теперь крепится к «крышке багажника», а не к его «задней стенке»), обтекатели задних колес и появился передний боковой выхлоп (но в виде двух труб). На тестах в Хоккенхайме и Дижоне Mercedes обкатали демпферы масс, но в Audi подали на них протест, и к началу сезона машины были лишены их. Бернд Шнайдер объявил о завершении своей карьеры в DTM ещё на последней гонке предыдущего сезона, а Том Кристенсен — перед началом сезона 2009, на место ушедшего Бернда Шнайдера в заводскую команду перешёл Ральф Шумахер, Гэри Паффетт также получил новую машину, тогда как Джейми Грин отправился в Persson на прошлогоднюю машину. Пол ди Реста пытался найти место в GP2, но не преуспел. Почти до самого начала сезона шли переговоры о выступлении в серии вице-чемпиона GP2 Бруно Сенны, планировавшего заменить Маро Энгеля за рулем прошлогодней машины в Mucke, вкупе с дальнейшим переходом в Формулу-1 при содействии Mercedes, но переговоры не увенчались успехом. В Audi планировали перейти по примеру Mercedes на машины только двух годов выпуска, что означало уход из серии TME, а Кэтрин Легг перешла в Abt Sportsline, но получила прошлогодний автомобиль. В дальнейшем Колин Коллес все же решил сохранить присутствие в DTM, чтобы дать Audi возможность обкатывать новичков, коими стали датчанин Кристиан Баккеруд и немец Йохан Зайдлиц, по-прежнему на двухлетних машинах, а перед самым началом сезона в команду подписали чеха Томаша Костку, решающим соображением, как и для остальных гонщиков ТМЕ, стал спонсорский бюджет, необходимый для полностью частной команды. Кристиан Альберс покинул серию в пользу гонок на выносливость за ту же ТМЕ, остальные гонщики Audi сохранили свои места, всего 12 гонщиков против восьми у Mercedes. Претерпел изменения и формат квалификации — первая и вторая сессии были сокращены по времени, до 12 и 10 минут соответственно, взамен третья сессия разделена на два сегмента — в четвёртом сегменте четвёрки лучших по итогам третьего сегмента гонщика проходят ещё раз по одному быстрому кругу, причём, не дозаправляясь и не меняя шины после третьего сегмента, и выезжая друг за другом с промежутком не более 15 секунд.
Сезон 2009 года транслировался 7ТВ в прямом эфире до этапа в Брендс-Хэтч.

## Команды и гонщики
| Производитель | Автомобиль                 | Команда                         | №  | Гонщик            | Этапы     |
| ------------- | -------------------------- | ------------------------------- | -- | ----------------- | --------- |
| Audi          | Audi A4 DTM 2009           | Audi Sport Team Abt Sportsline  | 1  | Тимо Шайдер       | Все       |
| Audi          | Audi A4 DTM 2009           | Audi Sport Team Abt Sportsline  | 2  | Том Кристенсен    | Все       |
| Audi          | Audi A4 DTM 2009           | Audi Sport Team Abt Sportsline  | 5  | Маттиас Экстрем   | Все       |
| Audi          | Audi A4 DTM 2009           | Audi Sport Team Abt Sportsline  | 6  | Мартин Томчик     | Все       |
| Audi          | Audi A4 DTM 2008           | Audi Sport Team Rosberg         | 11 | Майк Роккенфеллер | Все       |
| Audi          | Audi A4 DTM 2008           | Audi Sport Team Rosberg         | 12 | Маркус Винкельхок | Все       |
| Audi          | Audi A4 DTM 2008           | Audi Sport Team Phoenix         | 14 | Александр Према   | Все       |
| Audi          | Audi A4 DTM 2008           | Audi Sport Team Phoenix         | 15 | Оливер Джарвис    | Все       |
| Audi          | Audi A4 DTM 2008           | Audi Sport Team Abt Lady Power  | 21 | Кэтрин Легг       | Все       |
| Audi          | Audi A4 DTM 2007           | Futurecom TME                   | 18 | Кристиан Баккеруд | 1-2, 5-10 |
| Audi          | Audi A4 DTM 2007           | Futurecom TME                   | 19 | Йоханнес Зейдлиц  | 1-2, 5-10 |
| Audi          | Audi A4 DTM 2007           | Futurecom TME                   | 20 | Томаш Костка      | Все       |
| Mercedes-Benz | AMG-Mercedes C-Klasse 2009 | AMG Mercedes                    | 3  | Пол ди Реста      | Все       |
| Mercedes-Benz | AMG-Mercedes C-Klasse 2009 | TRILUX AMG Mercedes             | 4  | Ральф Шумахер     | Все       |
| Mercedes-Benz | AMG-Mercedes C-Klasse 2009 | Mercedes-Benz Bank AMG Mercedes | 9  | Бруно Спенглер    | Все       |
| Mercedes-Benz | AMG-Mercedes C-Klasse 2009 | Salzgitter AMG Mercedes         | 10 | Гари Паффетт      | Все       |
| Mercedes-Benz | AMG-Mercedes C-Klasse 2008 | Junge Sterne AMG Mercedes       | 7  | Джейми Грин       | Все       |
| Mercedes-Benz | AMG-Mercedes C-Klasse 2008 | TV-Spielfilm AMG Mercedes       | 8  | Сьюзи Стоддарт    | Все       |
| Mercedes-Benz | AMG-Mercedes C-Klasse 2008 | GQ AMG Mercedes                 | 16 | Маро Энгель       | Все       |
| Mercedes-Benz | AMG-Mercedes C-Klasse 2008 | AMG Mercedes                    | 17 | Матиас Лауда      | Все       |
|               |                            |                                 |    |                   |           |

## Календарь и победители
| Этап | Трасса             | Дата        | Поул-позиция    | Быстрейший круг | Победитель     | Команда                        | Производитель | Прим. |
| ---- | ------------------ | ----------- | --------------- | --------------- | -------------- | ------------------------------ | ------------- | ----- |
| 1    | Хоккенхаймринг     | 17 мая      | Маттиас Экстрем | Маттиас Экстрем | Том Кристенсен | Audi Sport Team Abt Sportsline | Audi          |       |
| 2    | Лаузицринг         | 31 мая      | Маттиас Экстрем | Джейми Грин     | Гэри Паффетт   | Salzgitter AMG Mercedes        | Mercedes-Benz |       |
| 3    | Норисринг          | 28 июня     | Тимо Шайдер     | Кэтрин Легг     | Джейми Грин    | Junge Sterne AMG Mercedes      | Mercedes-Benz |       |
| 4    | Зандвоорт          | 19 июля     | Оливер Джарвис  | Маттиас Экстрем | Гэри Паффетт   | Salzgitter AMG Mercedes        | Mercedes-Benz |       |
| 5    | Ошерслебен         | 2 августа   | Том Кристенсен  | Тимо Шайдер     | Тимо Шайдер    | Audi Sport Team Abt Sportsline | Audi          |       |
| 6    | Нюрбургринг        | 16 августа  | Мартин Томчик   | Маттиас Экстрем | Мартин Томчик  | Audi Sport Team Abt Sportsline | Audi          |       |
| 7    | Брэндс-Хэтч (Инди) | 16 сентября | Пол ди Реста    | Пол ди Реста    | Пол ди Реста   | AMG Mercedes                   | Mercedes-Benz |       |
| 8    | Барселона          | 20 сентября | Том Кристенсен  | Тимо Шайдер     | Тимо Шайдер    | Audi Sport Team Abt Sportsline | Audi          |       |
| 9    | Дижон-Пренуа       | 11 октября  | Бруно Спенглер  | Пол ди Реста    | Гэри Паффетт   | Salzgitter AMG Mercedes        | Mercedes-Benz |       |
| 10   | Хоккенхаймринг     | 25 октября  | Маттиас Экстрем | Гэри Паффетт    | Гэри Паффетт   | Salzgitter AMG Mercedes        | Mercedes-Benz |       |
|      |                    |             |                 |                 |                |                                |               |       |

## Обзор этапов

### Этап 1. Хоккенхаймринг
Первый этап сезона вновь продемонстрировал преимущество Ауди, а также то, что разница в темпе старых и новых машин уменьшилась. В 3-ю часть квалификации попали 3 старых машины, но только 3 Мерседеса, из них лишь один заводской автомобиль ди Ресты, в 4-й же части Мерседесы и вовсе не прошли, в отличие от годовалой Ауди Джарвиса, а поул-позицию занял Экстрем. На старте три заводских Ауди Экстрема, Кристенсена и Шайдера выстроились в ряд, а Томчик проиграл старт из-за неверно включенной передачи. Развороты и вылеты начались в Шпицкерр — Гэри Паффет толкнул Према, повредив себе защелки капота, который отлетел на прямой, погнув крышу Шумахеру, за этот толчок Гэри получил штраф в 5 мест на старте следующего этапа. Во время нахождения пейс-кара на трассе Шумахеру выгнули эластичный пластик обратно и он присоединился к хвосту поредевшего пелетона, который покинули Паффет и Према, а также Роккенфелер. Бруно Спенглер после провала в квалификации пробился с 19-го места на 6-е, но в начале гонки повредил заднюю подвеску, а затем и вовсе сломал её и сошёл в боксах. Также в боксах окончил гонку Томчик, которого продолжали преследовать неудачи на пит-стопах и механические проблемы. Кэтрин Легг поучаствовала в нескольких контактах, развернув Ральфа Шумахера, а после плотной борьбы с Сюзи Стоддарт та выбыла с повреждениями машины, сама же Кэтрин, испытывая проблемы с управляемостью, пришла 12-й. Маттиас Лауда провел несколько дуэлей с различным успехом и финишировал 10-м. Пол ди Реста уступил позицию Винкельхоку на втором пит-стопе. Гонщики ТМЕ в сражения не вступали и финишировали последними (однако Томаш Костка опередил Кэтрин Легг). За полтора круга до финиша лидировавший с большим отрывом Маттиас Экстрем проколол левую заднюю покрышку и вынужден был совершить ещё один пит-стоп, придя в итоге седьмым, и отдав победу Тому Кристенсену, за которым вслед финишировал Шайдер, в ходе гонки он дважды пытался обойти датчанина на пит-стопах, но потерпел неудачу, а на контактную борьбу на трассе не решился. Кроме того, Тимо испытывал нехватку топлива и сразу после финиша остановился в районе выезда из боксов, чтобы сохранить в баках топливо, необходимое для прохождения послегоночной инспекции (не менее 1 кг согласно регламенту).

### Этап 2. Лаузицринг
Трасса в Клеттвице традиционно подходит Мерседесам, прежде всего из-за гладкого асфальта, требующего хороших сцепных свойств. Квалификация началась с первыми каплями дождя и не успевшие с началом гонщики Ауди не успели показать высоких результатов первой части, где вылетели две заводские машины (Кристенсен и Томчик) и Према с Джарвисом. Также не прошли дальше Ральф Шумахер (не выезжал из-за отказа электроники и смены мотора) и Зайдлиц (разбил машину на тренировке и не стартовал на этапе). Экстрем и Шайдер пробились в третью часть квалификации, а швед в итоге взял поул, Гэри Паффетт со 2-й завоеванной позиции отправился на 7-ю из-за штрафа на предыдущем этапе, его место на первом ряду занял ди Реста, а Роккенфеллер стал 3-м. На старте Роккенфеллер опередил ди Ресту в первом повороте и сохранил позицию на первом пит-стопе. Но в дальнейшем, со вторыми пит-стопами другим пилотов Мерседесов откатился на 7ю позицию. Дольше всех первого пит-стопа ждал Паффетт, который воспользовался преимуществом свободной трассы и после серии быстрейших кругов вышел после второго пит-стопа впереди Экстрема, бывшего до этого лидером. Его примеру последовал Спенглер, с шестого места на старте вышедший на вторую позицию после второго пит-стопа. Тимо Шайдер потерял 6 секунд из-за заминки на пит-стопе, но восстановил к концу гонки позицию вслед за ди Рестой, атаковать которого не смог, как и тот — Экстрема. Джейми Грин показал высокую скорость во второй половине гонки, поставил быстрейший круг, но пришёл вслед за Шайдером, после нескольких неудачных попыток его атаки. Ральф Шумахер, стартовавший последним, в сражения не вступал, обходил вылетающих пилотов, но не смог пройти Лауду. Матиас Лауда со старта вел дуэли с гонщиками Ауди и Сюзи Стоддарт, но остался на трассе. Маркус Винкельхок и Кэтрин Легг выбыли после столкновения друг с другом в начальной стадии гонки, Том Кристенсен участвовал в нескольких контактах, повредил машину Лауды, получил предупреждение, а затем и штраф в 3 секунды, а затем ещё и штрафной проезд и пришёл впереди лишь машин Коллеса. Оливер Джарвис столкнулся в ходе первого круга с Кристенсеном, а затем сломал заднюю подвеску на поребрике, как и Алекс Према, вылетевший в зрелищном развороте и также сломавший подвеску. Мартин Томчик сошёл к середине гонки после нескольких контактов и проблем на пит-стопе. Томаш Костка успел под конец гонки, при пропуске лидеров на круг придержать ди Ресту, но на итог гонки это не повлияло.

### Этап 3. Норисринг
Трасса в Нюрнберге благоволит Мерседесам, однако Ауди с самого начала поставили удачу Мерседесов под сомнение. В квалификации, которая запомнилась переменчивой погодой, а также путаницей из-за применения правила ограничения дистанции 3-й части квалификации 8 кругами, в число которых не уложились несколько гонщиков, а ди Реста получил штраф в 5 позиций за нарушение правила закрытого парка. Йоханнес Зайдлец из ТМЕ вновь не участвовал на этапе — в команде испытывали затруднения с запчастями для трёх своих двухлетних машин, Маркус Викельхок также не участвовал в квалификации после того, как его автомобиль был практически разрушен канализационным люком, вырванным Джейми Грином в начале субботней практики и отлетевшим в его машину, однако к гонке машину Винкельхока восстановили с помощью срочно подвезённым из Ингольштадта запчастей. А первый ряд заняли гонщики Ауди — Шайдер (выступавший с простудой и высокой температурой) и Экстрем, Кэтрин Легг на прошлогодней машине стала пятой. Однако на старте гонки (дистанция которой увеличена до 80 кругов) Легг провалилась во второй десяток, из-за отказа ручного тормоза и старта с заглушенным двигателем. В эске Шоллер Томаш Костка не удержал машину и уйдя в разворот выбил также и Оливера Джарвиса, вызвав появление автомобиля безопасности, из-за чего Экстрему пришлось вернуть первую позицию Шайдеру, которую он занял в момент появления желтых флагов. До первых пит-стопов позиции в целом сохранялись, несмотря на превосходство Мерседесов в скорости, однако после пит-стопов Мерседесы начали опережать Ауди — Паффет, Спенглер и Грин обошли Экстрема, ди Реста прошёл на 10-е место, вступив в борьбу с Алексом Према, который после контакта на выходе из шпильки Дутцунтейх выбыл с повреждениями передней правой подвески. Однако Маро Энгель, первоначально шедший в темпе Грина, на втором пит-стопе заглушил двигатель, а после перезапуска сошёл на выходе из боксов из-за проблем с электрикой. После второго пит-стопа Паффет вновь выпустил Экстрема из-за задержки на пит-стопе (левое заднее колесо), однако Шайдер сохранил своё место во главе пелотона, хотя Спенглер и Грин шли теперь непосредственно за ним. Длинная дистанция и рост температуры негативно сказывались на состоянии высоконагруженных тормозов и Шайдеру становилось все труднее сдерживать атаки Мерседесов, замедляя их, так что к первой тройке подтянулся Экстрем. За два круга до финиша Бруно прошёл Тимо в последней шпильке, однако в первой шпильке следующего круга ошибся и вновь выпустил его вперед, а также Грина. Тот, воспользовавшись широким выходом Шайдер в шпильке Грюндик, поравнялся с ним сначала слева, затем справа, и, подвинув его бортом, прошёл в эске Шоллер, на выходе из которой его прошёл и Спенглер, а затем и Экстрем. На финише к первой четверке подтянулся отставший было Паффетт, однако обойти Шайдера не успел. Ральф Шумахер после второго пит-стопа вновь обошёл ди Ресту на трассе, а оба они пришли прямо вслед за Паффеттом. Кристиан Баккеруд как и Костка страдал от избыточной поворачиваемости и пришёл последним после одного разворота, позади Лауды, также испытавшего проблемы с тормозами в шпильке Грюндик. Перед Лаудой пришла Кэтрин Легг, после своего стартового провала не испытывавшая проблем со скоростью и даже установившая быстрейшее время прохождение круга.

### Этап 4. Зандворт
Трасса в Зандворте традиционно подходит Ауди, развитая аэродинамика которых позволяет им хорошо проходить скоростные повороты. Кроме того, Мерседес был на 10 кг тяжелее Ауди. Однако в квалификации это не было заметно — три заводских Ауди не прошли в 3-й сегмент, а прошедший туда Томчик так и остался 8-м. А поул-позицию впервые занял пилот годовалой машины — Оливер Джарвис, Гэри Паффетт дополнил первый ряд. На старте Джарвис смог сохранить первое место, но Паффетт плотно его преследовал, как другие машины из первой десятки. Заводские Ауди стали постепенно пробираться вперед, главным образом, обходя замедляющиеся годовалые машины, а Мерседесы опережая в гонке и на пит-стопах. Джейми Грин в стартовой толчее провалился на 12-е место, где и провел всю гонку, Роккенфеллер терял позиции постепенно, из-за ухудшающегося поведения машины, а ближе к концу гонки сошёл. Према скорости не терял и опередив Спенглера шёл вслед за Паффеттом, а затем за Джарвисом, который под атаками Паффетта ошибся, ненадолго вылетев на обочину, с которой вернулся уже за Паффеттом. Гэри избрал тактику ранних остановок в боксах, так как новый асфальт Зандворта сильно стирал резину, на новых шинах Гэри мог поддерживать высокую скорость. Спенглер, а также Экстрем, возглавивший атаку заводских Ауди, избрали тактику поздних остановок, что лишало их шансов на победу. Канадец в итоге закончил гонку на 7-м месте, впереди Шайдера и ди Ресты. Экстрем с 4-го места перед 2-м пит-стопом откатился на 5-е из-за задержки в боксах, однако Томчик выпустил его обратно, также выпустили его шедшие до того 2-м и 3-м Джарвис и Према. Маро Энгель, как и Грин, провалился на старте, на 15-ю позицию, но уверенно пробивался вперед, совершив несколько обгонов на трассе. Сразу после финиша результаты гонки были оспорены DMSB и до апелляции Ауди перед этапов Ошерслебене считались предварительными. Према и Шайдер были дисквалифицированы за опоздание на взвешивание — их машины тащили на буксире в закрытый парк из-за нехватки топлива. У Винкельхока топлива было меньше положенного минимума. Баккеруд дисквалифицирован за неявку на техкомиссию. Экстрем был наказан пятью секундами и откатился на третье место.

### Этап 5. Ошерслебен
На этапе в Ошерслебене автомобили Мерседес после трёх побед подряд были на 20 кг тяжелее Ауди. Поэтому первые два ряда на старте заняли заводские Ауди, а заводские Мерседесы были лишь 6-м, 9-м, 12-м и 14-м. Однако со старта ситуация начала медленно изменяться в их сторону. Том Кристенсен, стартовавший с поул-позиции, получил штрафной проезд за неправильную постановку машины на старте. Пол ди Реста, стартовавший 9-м, и Гэри Паффетт, стартовавший 12-м, прошли первый поворот внутри и пробились на 6-е и 9-е места соответственно. В начале второго круга Экстрем прошёл Томчика и вышел на 2-е место. После первого раннего пит-стопа ди Реста опередил Спенглера, а после самого выезда сразу же прошёл и Джарвиса, однако дальше ему продвинуться не удалось. Паффетт прошёл на трассе Према и Роккенфеллера, а после второго оттянутого пит-стопа и Спенглера с Джарвисом. К концу гонки он догнал ди Ресту, однако так и не смог ничего с ним сделать в течение 10 кругов. Оливер Джарвис, откатившийся к концу гонки на 7-е место, после того как его прошёл и Спнглер с контактом, за 3 круга до финиша вылетел из-за прокола заднего колеса. Маро Энегль, стартовавший с высокой 11-й позиции, поддерживал высокую скорость и к концу гонки уже шёл внутри очковой зоны, Према и Роккенфеллер шли за ним вплотную, совершая попытки атаки на него и друг на друга, пока за 2 круга до финиша Роккенфеллер в последнем повороте не выбил Према, после того как оба начали скользить на изношенных шинах, сам Роккенфелер после разворота смог продолжить гонку на 10-м месте, но был в итоге наказан 30 секундами штрафа после гонки. На 8-е место, вслед за Маро Энгелем прошёл Том Кристенсен, пробившийся с последнего места. Джейми Грин с 10-го места на старте откатился несколько назад, но после второго места вышел было на 10 место, опередив на выезде Ральфа Шумахера, однако тот в 3-м повороте выбил Грина с трассы, за что получил предупреждение. Грин в итоге прошёл на 9-е место, после схода Джарвиса ставшее 8-м, но в начале последнего круга его с контактом прошёл Том Кристенсен. Ральф Шумахер, после старта 14-м поднялся было до 10-го места, но в конце гонки вновь вылетел и потерял несколько позиций. Перед ним пришла Сюзи Стоддарт, побывавшая в столкновении с Лаудой, которого за это наказали 3 секундами штрафа на 2-м пит-стопе. Лауда пришёл 13-м и последним в круге с победителем. В 2 кругах пришёл Томаш Костка, испытывавший проблемы с управляемостью. Кэтрин Легг после нескольких контактов вылетела за 12 кругов до финиша, Маркус Винкельхок всю гонку испытывал проблемы с машиной и в итоге сошёл за 25 кругов. На самом первом круге вылетел и повредил машину Йоханнес Зайдлиц, вернувшийся в команду и заменивший Кристиана Баккеруда.

### Этап 6. Нюрбургринг
Перед этапом в Нюрбургринге Мерседес, Ауди и ITR договорились о заморозке регламента на остаток сезона и весь 2010 год, с тем, чтобы в 2011 году ввести абсолютно новый технический регламент под возможный приход нового производителя. Поэтому Ауди подготовила к этапу несколько новинок, потому что после гонки конструкция автомобиля закрывалась для изменений. Впервые с Хоккенхайма в гонке участвовало вновь все 20 первоначально заявленных машин. В квалификации преимущество Ауди вновь было разгромным, тем более, что они сохраняли преимущество по весу (10 кг). Гэри Паффетт из-за поломки двигателя не прошёл дальше первой части квалификации и стартовал 16-м, рядом с Ральфом Шумахером. Лучшим пилотом Мерседеса стал Бруно Спенглер, стартовавший 2-м. Рядом с ним на старте были Томчик (поул), Шайдер (4), Экстрем (3е место). Первый круг гонки ознаменовался большим числом столкновений и сходов, из-за чего на трассу вышел сэфити-кар, водивший пелетон 2 круга. Кэтрин Легг подтоклнула в первом повороте Паффетта и развернула его, вместе с ним за пределы трассы вылетел и Маро Энгель и сама Кэтрин, которая сошла. Бруно Спенглер был вытеснен в Мерседес-арене на 5 место и получил повреждение диффузора и задней правой арки. Маттиас Экстрем в столкновении потерял правую фару и кусок капота. Повреждения сплиттера получили ди Реста и Паффетт. Кристенсен вылетел после поворота RTL, вернулся в гонку, побывал на пит-лейне, но затем все равно был вынужден сойти. Лучше всех в толчее сориентировался Маркус Винкельхок, пробившийся с 7-го места на 4-е, также сильно улучшили свои позиции Кристиан Баккеруд и Йоганнес Зайдлиц. Гэри Паффетт, оказавшийся последним, был вынужден пробиваться и за несколько кругов добрался до 12-й позиции позади Ральфа Шумахера. Он предпочел стратегию ранних остановок, что позволяло поддерживать высокий темп в первой половине гонки и выйти после второго пит-стопа на 8-м месте, но затем износ шин заставил сбросить и отказаться от атак Шумахера, также за счет высокого темпа и своевременных пит-стопов пробившегося после второй остановки на 7-е место. Пол ди Реста, на повреждённой машине прошёл пол-гонки, испытывая проблемы с темпом, но удерживая 6-ю позицию, однако на новой кочке перед первым поворотом от тряски у него оторвало заднее крыло и он затормозил уже у покрышек. Там же, в первом повороте Алекс Према выбил Оливера Джарвиса, не поделив с ним вход в поворот, хотя оба шли в очковой зоне позади ди Ресты. Джейми Грин в контактах не участвовал, а потому поддерживал хороший темп и поздно заезжал на пит-стопы, что позволило на 2-м пит-стопе обойти Спенглера. Сюзи Стоддарт получила штрафной проезд и выпала из группы Шумахер, Паффетт, Лауда. Первая тройка — Томчик, Шайдер и Экстрем — а также Винкельхок прошли всю гонку без событий, и в одном темпе (Винкельхок постепенно отставал, но столько же выигрывал у Грина на 5-й позиции).

### Этап 7. Брендс-Хэтч
На этапе в Брендс-Хэтч обе марки имели одинаковые веса, как для новых, так и для годовалых автомобилей. Это определило примерно равный расклад сил и плотность результатов. В третью часть квалификации прошли 7 заводских машин и Джейми Грин, а в 4-ю — по две машины каждой марки. Стартовавший с поула Пол ди Реста смог сохранить свою позицию, как и ушедший с первого ряда Тимо Шайдер, а вот Том Кристенсен уступил 3-е место Бруно Спенглеру, который через несколько кругов вышел и на 2-е место. Затем его также обошёл и Мартин Томчик, а Гэри Паффетт довольно долго пытался обогнать, но смог сделать это лишь несколько кругов спустя в Друидс, так как Кристенсен все более терял темп. Чуть позже там же его обошёл и Джейми Грин, опередивший на старте Маттиаса Экстрема, у которого квалификация не задалась. Ранний пит-стоп Экстрема привел к потере пары позиций, и он вышел лишь вслед за Джарвисом и Шумахером. Однако Шумахер отправился на штрафной проезд за превышение скорости на пит-лейн, а Джарвис после этого пропустил Экстрема. Бруно начал терять темп на трассе и к преследовавшим его Шайдеру и Томчику начал быстро приближаться Паффетт, но догнав их тут же отправился на пит-стоп, однако позицию свою при этом не улучшил. Джейми Грин, пропустивший на пит-стопе Экстрема и Джарвиса, пошёл в атаку на Джарвиса, но в последнем повороте развернул его и отправился на штрафной проезд.
На 72-м круге Матиас Лауда вылетел с трассы после отказа тормозов в Паддок Хилл Бенд, до этого он уже вылетал несколько раз, основательно загрязнив шины и тормозные колодки. Для эвакуации был вызван сейфти-кар, однако после рестарта через 7 кругов вновь вскоре пришлось вызывать сейфти-кар — на первом круге в последнем повороте Бруно Спенглер отправил с трассы Тома Кристенсена, усеяв асфальт обломками его машины, а на втором после рестарта круге в Друидс Ральф Шумахер отправил в разворот Винкельхока, попутно забрав и Маро Энегеля, из-за чего в очковую зону прошли Майк Роккенфеллер и Оливер Джарвис, а Ральф и Мар стали последними в лидирующем круге.

### Этап 8. Каталунья
Благодаря победе Пола ди Ресты в Англии, в Испании заводские Ауди имели 10-кг преимущество. В квалификации казалось, что темп Мерседесов не плох — Пол ди Реста и Бруно Спенглер прошли в четвёртый сегмент, но Бруно, из-за недовеса топлива был лишен результата и в 4-м и в 3-м сегменте, и остался 8-м. Поул занял Том Кристенсен, а Паффет остался в 3-м сегменте, как впрочем и Шайдер с Экстремом, не успевшие перенастроить автомобиль с утра. Однко на старте пилоты Ауди сполна использовали преимущество чистой траектории и командную тактику — Кристенсен и Томчик плавно оттерли ди Ресту и Паффетта, а Шайдер рванулся на первое место. Дальнейшие действия Мерседеса также не улучшали его позиций — после ранней остановки ди Ресты и Паффетта на третье место вышел Томчик. Джейми Грин, стартовав из глубины пелотона, провел несколько чистых обгонов (в том числе Ральфа Шумахера), и не очень — за контакт с Винкельхоком в первом повороте он получил 3-секундный штраф, который отбил на втором пит-стопе и вновь выпустил Шумахера. Винкельхок, после нескольких контактов сошёл в боксах, там же остановилась и Кэтрин Легг, после жесткого контакта с Сюзи Стоддарт в повороте Ла Кайша, за который Сюзи получила штрафной проезд. Бруно Спенглер, поначалу не мог догнать и Алекса Према, стартовавшего 7-м, однако затем прошёл его на пит-стопе, а к концу гонки нашёл свой темп, опередил замедляющегося из-за износа шин ди Ресту (чуть раньше Пол выпустил и Гэри) и догнал пару Паффетт-Экстрем. Маттиас, в отличие от Гэри, останавливался поздно, однако опередить англичанина не смог, хотя и подтянулся вплотную к терявшему скорость Паффетту, а последние 15 кругов гонки упорно его атаковал, получив даже предупреждение. В последней атаке на последнем круге в Ла Кайша он был вынужден уходить от столкновения с Гэри, из-за чего его самого, с небольшим контактом прошёл Спенглер.

### Этап 9. Дижон
На трассу в Дижоне ДТМ приехал впервые, но перед началом сезона на ней проходили тесты, в которых участвовали все, кроме Маро Энгеля и Томаша Костки, ещё не имевших тогда контракта. Скоростная трасса давала преимущество машинам Ауди с их развитой аэродинамикой, но к началу этапа вышли на первый план и другие факторы — из-за высокой средней скорости на круге гонщики должны были успеть пройти 52 круга, рекордные 197 км дистанции, и у Вольфганга Ульриха появились опасения о нехватке топлива, он предложил делать три обязательных пит-стопа, но Норберт Хауг отказался, а официальный поставщик Dunlop не мог предоставить необходимое число комплектов и было решено проводить гонку по имеющимся правилам. Квалификация проходила при переменчивой погоде и лидер чемпионата Тимо Шайдер не вышел из первого сегмента, а лидер Мерседеса Гэри Паффетт остался 8-м, с первого же ряда стартовали Бруно Спенглер и Пол ди Реста. На старте оба сохранили свои позиции, но ди Ресту вскоре обогнал стартовавший третьим Кристенсен. Гэри Паффетт последовательно обошёл Энгеля, Шумахера и Грина и устремился за Экстремом, который уперся в группу лидеров, которых сдерживал терявший темп Спенглер. Тимо Шайдер быстро прошёл до 9-го места, но тоже был вынужден держать темп отстающего Маро Энгеля. Экстрем и Паффетт рано и синхронно отправились на свои первые пит-стопы, а когда вслед за ними пошли лидеры, то выходили уже позади них, причём ди Реста вернул позицию впереди Кристенсена. Единственное место обгонов в гонке определилось в первом повороте, хотя там же вылетели Легг, Баккеруд и Зейдлиц, хотя Лег вернулась на трассу. Шайдер заезжал на первый пит-стоп последним, на 21-м круге, и на последнем секторе перед пит-стопом проколол заднюю левую шину — Ауди наиболее сильно её нагружали своей прижимной силой. Кристенсен, пропустивший на пит-стопе и Спнглера, затем вновь его обогнал — в 1-м повороте, что едва не стоило схода обоим. Энгель на пит-стопе откатился за пределы очковой зоны и Шайдер начал подтягиваться к Шумахеру. Экстрем и Паффетт опять первыми отправились на второй пит-стоп — за 22 круга до конца и вновь без изменений, Шумахер и Шайдер — последними, за 15 кругов и тоже без изменений, несмотря на инцидент при выезде Шайдера. Томчик закрыл серию пит-стопов. За 10 кругов до конца у машин Ауди начали возникать проблемы с износом заднего левого колеса — первым с проколом заехал Джарвис, затем Кристенсен, наконец, Экстрем, на прямой сразу отправился в боксы. Том Кристенсен с проколотым колесом ехал пол-круга, старательно сторонясь догоняющих и при этом выезжая за пределы трассы, за что после смены колес был дисквалифицирован, что вызвало его сильное неудовольствие. Гэри Паффетт, за время сражения с Экстремом оторвавшийся от остального пелетона на 8 секунд, тоже начал экономить резину и топливо и к последнему кругу его догнал сжавшийся пелетон. Маро Энгель и Матиас Лауда стремились попасть в очковую зону, совершивший 3 пит-стопа Экстрем — тоже. Последний круг прошёл в плотнейшей борьбе в 2-3 ряда, однако сориентироваться успел только Лауда, занявший 8-е место.

### Этап 10. Хоккенхайм
На последний этап в Хоккенхайме Ауди приезжали фаворитами — они тестировались на этой трассе, победили весной, а также имели 10 кг преимущество. Однако пилоты Мерседесов с самого начала стали показывать сравнимый темп. Бруно Спенглер из-за просчетов в квалификации стартовал лишь 15-м, но Гэри Паффетт и Пол ди Реста заняли на старте 2-е и 4-е места, тогда как 1-е и 3-е — Экстрем и Шайдер соответственно. На старте Экстрем пытался блокировать Паффетта и выпустить Шайдера, но Гэри занял ту же позицию, что и Тимо и едва не вышел в лидеры. Затем он все таки вышел с контактом на первое место в Параболике, упустил позицию через круг, а затем ещё через круг снова вернул. Экстрем, пытаясь пройти Паффетта в Шпицкерр, ударил его в задний бампер, но пробил себе радиатор и сошёл. Пол ди Реста пытался пройти в Мерседес-Арене Шайдера, но упустил также и Джарвиса, однако через 2 круга вернул 4-ю позицию. Также в Шпицкерр на 1-м круге произошло столкновение, в котором развернуло Кристенсена и Томчика, а Шумахер повредил капот. Томчик после этого сошёл, Шумахер сошёл чуть позже с оторванным капотом, а Кристенсен откатился на последнее место, однако вскоре пробился к границам первой десятки, после первого пит-стопа подобрался к очковой зоне, но после 2-го вернулся на 12-е место. Спенглер за первые круги пробился на 9-е место, а после ранних пит-стопов стал 5-м, но его последний отрезок получился очень длинным. Алекс Према, шедший вначале 7-м, наоборот, затягивал пит-стопы, и в итоге после серии быстрых кругов вышел на 4-е место после 2-го пит-стопа. Незадолго до финиша Сюзи Стоддарт слишком жестко атаковала внутренний поребрик в первом повороте и жестко разбилась, после вышел сейфти-кар. Рестарт был дан за 4 круга, и во второй половине очковой зоны началась борьба, так как Спенглер уже износил покрышки, его прошёл Джарвис, а их обоих — Грин. Том Кристенсен атаковал Энгеля в Шпицкерр, но на апексе его выбил Матиас Лауда и в итоге Том добрался до финиша на повреждённой машине последним.

## Положение в чемпионате

### Личный зачёт
Система начисления очков
| Место | 1  | 2 | 3 | 4 | 5 | 6 | 7 | 8 |
| ----- | -- | - | - | - | - | - | - | - |
| Очки  | 10 | 8 | 6 | 5 | 4 | 3 | 2 | 1 |

| Место | Гонщик            | ХОК  | ЛАУ  | НОР  | ЗАН  | ОШЕ  | НЮР  | БРХ | КАТ  | ДИЖ  | ХОК  | Очки |
| ----- | ----------------- | ---- | ---- | ---- | ---- | ---- | ---- | --- | ---- | ---- | ---- | ---- |
| 1     | Тимо Шайдер       | 2    | 5    | 4    | ДСК  | 1    | 2    | 2   | 1    | 6    | 2    | 64   |
| 2     | Гэри Паффетт      | Сход | 1    | 5    | 1    | 5    | 8    | 4   | 4    | 1    | 1    | 59   |
| 3     | Пол ди Реста      | 5    | 4    | 7    | 6    | 4    | Сход | 1   | 7    | 2    | 3    | 45   |
| 4     | Бруно Спенглер    | Сход | 2    | 2    | 5    | 6    | 6    | 6   | 5    | 3    | 7    | 41   |
| 5     | Маттиас Экстрем   | 7    | 3    | 3    | 3    | 2    | 3    | 5   | 6    | 9    | Сход | 41   |
| 6     | Мартин Томчик     | Сход | Сход | 11   | 4    | 3    | 1    | 3   | 3    | 7    | Сход | 35   |
| 7     | Джейми Грин       | 8    | 6    | 1    | 9    | 9    | 5    | 12  | 14   | 4    | 5    | 27   |
| 8     | Том Кристенсен    | 1    | 12   | 8    | 8    | 8    | Сход | 19  | 2    | ДСК  | 15   | 21   |
| 9     | Оливер Джарвис    | 3    | Сход | Сход | 2    | 15   | Сход | 8   | 9    | 15   | 6    | 18   |
| 10    | Маркус Винкельхок | 4    | Сход | 13   | ДСК  | Сход | 4    | 18  | Сход | 10   | 8    | 11   |
| 11    | Ральф Шумахер     | 9    | 10   | 6    | 10   | 11   | 7    | 9   | 13   | 5    | Сход | 9    |
| 12    | Маро Энгель       | 6    | 8    | Сход | 7    | 7    | 12   | 10  | 10   | 12   | 10   | 8    |
| 13    | Александр Према   | Сход | Сход | Сход | ДСК  | 16   | Сход | 11  | 8    | 11   | 4    | 6    |
| 14    | Майк Роккенфеллер | Сход | 7    | 9    | 12   | 13   | 10   | 7   | 12   | 13   | 9    | 4    |
| 15    | Матиас Лауда      | 10   | 9    | 14   | Сход | 12   | 9    | 20  | 11   | 8    | 14   | 1    |
| 16    | Сьюзи Стоддарт    | Сход | 11   | 10   | 11   | 10   | 11   | 13  | 15   | 14   | 16   | 0    |
| 17    | Томаш Костка      | 11   | 13   | Сход | Сход | 14   | 15   | 14  | 16   | 17   | 11   | 0    |
| 18    | Кэтрин Легг       | 12   | Сход | 12   | Сход | 17   | Сход | 15  | Сход | 16   | 17   | 0    |
| 19    | Кристиан Баккеруд | 14   | 14   | 15   | ДСК  |      | 13   | 16  | 17   | Сход | 12   | 0    |
| 20    | Йоханнес Зейдлиц  | 13   | НС   |      |      | Сход | 14   | 17  | 18   | Сход | 13   | 0    |
|       |                   |      |      |      |      |      |      |     |      |      |      |      |

| Легенда к таблице |                                                                    |
| --- | ------------------------------------------------------------------ |
| Расшифровка обозначений и цветов представлена в нижеследующей таблице. |                                                                    |
| \| Пример \| Описание \| \| ------------ \| ------------------------------------------------------------------ \| \| 1 \| Победитель \| \| 2 \| Второе место \| \| 3 \| Третье место \| \| 5 \| Финишировал, заработав очки \| \| Сход \| Не финишировал, но при этом заработал очки \| \| 12 \| Финишировал, не получив очков \| \| НКЛ \| Финишировал, но не попал в финальную классификацию \| \| 15 \| Участвовал вне зачёта, либо по отдельной классификации \| \| 18 \| Не финишировал, но попал в финальную классификацию \| \| Сход \| Не финишировал \| \| НКВ \| Не прошёл квалификацию \| \| НПКВ \| Не прошёл предквалификацию \| \| ДСК \| Дисквалифицирован \| \| ИСК \| Исключён из протокола соревнований \| \| ТТ \| Заявлен для участия только в тренировках \| \| НС \| Участвовал в квалификации, но не стартовал в гонке \| \| Т \| Травмирован или болен \| \| ОТК \| Отказ от участия \| \| НТР \| Прибыл на соревнования, но на трассу не выезжал \| \| НПР \| Был заявлен в числе участников, но не прибыл к началу соревнований \| \| О \| Соревнования отменены \| \| \| Не участвовал \| \| Поул-позиция \| \| \| Быстрый круг \| \| |                                                                    |
| Пример | Описание                                                           |
| 1 | Победитель                                                         |
| 2 | Второе место                                                       |
| 3 | Третье место                                                       |
| 5 | Финишировал, заработав очки                                        |
| Сход | Не финишировал, но при этом заработал очки                         |
| 12 | Финишировал, не получив очков                                      |
| НКЛ | Финишировал, но не попал в финальную классификацию                 |
| 15 | Участвовал вне зачёта, либо по отдельной классификации             |
| 18 | Не финишировал, но попал в финальную классификацию                 |
| Сход | Не финишировал                                                     |
| НКВ | Не прошёл квалификацию                                             |
| НПКВ | Не прошёл предквалификацию                                         |
| ДСК | Дисквалифицирован                                                  |
| ИСК | Исключён из протокола соревнований                                 |
| ТТ | Заявлен для участия только в тренировках                           |
| НС | Участвовал в квалификации, но не стартовал в гонке                 |
| Т | Травмирован или болен                                              |
| ОТК | Отказ от участия                                                   |
| НТР | Прибыл на соревнования, но на трассу не выезжал                    |
| НПР | Был заявлен в числе участников, но не прибыл к началу соревнований |
| О | Соревнования отменены                                              |
| | Не участвовал                                                      |
| Поул-позиция |                                                                    |
| Быстрый круг |                                                                    |

| Пример       | Описание                                                           |
| ------------ | ------------------------------------------------------------------ |
| 1            | Победитель                                                         |
| 2            | Второе место                                                       |
| 3            | Третье место                                                       |
| 5            | Финишировал, заработав очки                                        |
| Сход         | Не финишировал, но при этом заработал очки                         |
| 12           | Финишировал, не получив очков                                      |
| НКЛ          | Финишировал, но не попал в финальную классификацию                 |
| 15           | Участвовал вне зачёта, либо по отдельной классификации             |
| 18           | Не финишировал, но попал в финальную классификацию                 |
| Сход         | Не финишировал                                                     |
| НКВ          | Не прошёл квалификацию                                             |
| НПКВ         | Не прошёл предквалификацию                                         |
| ДСК          | Дисквалифицирован                                                  |
| ИСК          | Исключён из протокола соревнований                                 |
| ТТ           | Заявлен для участия только в тренировках                           |
| НС           | Участвовал в квалификации, но не стартовал в гонке                 |
| Т            | Травмирован или болен                                              |
| ОТК          | Отказ от участия                                                   |
| НТР          | Прибыл на соревнования, но на трассу не выезжал                    |
| НПР          | Был заявлен в числе участников, но не прибыл к началу соревнований |
| О            | Соревнования отменены                                              |
|              | Не участвовал                                                      |
| Поул-позиция |                                                                    |
| Быстрый круг |                                                                    |

### Командный зачёт
| Место | Команда                                  | №  | ХОК  | ЛАУ  | НОР  | ЗАН  | ОШЕ  | НЮР  | БРХ | КАТ  | ДИЖ  | ХОК  | Очки |
| ----- | ---------------------------------------- | -- | ---- | ---- | ---- | ---- | ---- | ---- | --- | ---- | ---- | ---- | ---- |
| 1     | Salzgitter / Mercedes-Benz Bank AMG      | 9  | Сход | 2    | 2    | 5    | 6    | 6    | 6   | 5    | 3    | 7    | 100  |
| 1     | Salzgitter / Mercedes-Benz Bank AMG      | 10 | Сход | 1    | 5    | 1    | 5    | 8    | 4   | 4    | 1    | 1    | 100  |
| 2     | Audi Sport Team Abt                      | 1  | 2    | 5    | 4    | ДСК  | 1    | 2    | 2   | 1    | 6    | 2    | 85   |
| 2     | Audi Sport Team Abt                      | 2  | 1    | 12   | 8    | 8    | 8    | Сход | 19  | 2    | 18   | 15   | 85   |
| 3     | Audi Sport Team Abt Sportsline           | 5  | 7    | 3    | 3    | 3    | 2    | 3    | 5   | 6    | 9    | Сход | 76   |
| 3     | Audi Sport Team Abt Sportsline           | 6  | Сход | Сход | 11   | 4    | 3    | 1    | 3   | 3    | 7    | Сход | 76   |
| 4     | Trilux AMG Mercedes                      | 3  | 5    | 4    | 7    | 6    | 4    | Сход | 1   | 7    | 2    | 3    | 54   |
| 4     | Trilux AMG Mercedes                      | 4  | 9    | 10   | 6    | 10   | 11   | 7    | 9   | 13   | 5    | Сход | 54   |
| 5     | TV Spielfilm / Junge Sterne AMG Mercedes | 7  | 8    | 6    | 1    | 9    | 9    | 5    | 12  | 14   | 4    | 5    | 27   |
| 5     | TV Spielfilm / Junge Sterne AMG Mercedes | 8  | Сход | 11   | 10   | 11   | 10   | 11   | 13  | 15   | 14   | 16   | 27   |
| 6     | Audi Sport Team Phoenix                  | 14 | Сход | Сход | Сход | ДСК  | 16   | Сход | 11  | 8    | 11   | 4    | 24   |
| 6     | Audi Sport Team Phoenix                  | 15 | 3    | Сход | Сход | 2    | 15   | Сход | 8   | 9    | 15   | 6    | 24   |
| 7     | Audi Sport Team Rosberg                  | 11 | Сход | 7    | 9    | 12   | 13   | 10   | 7   | 12   | 13   | 9    | 15   |
| 7     | Audi Sport Team Rosberg                  | 12 | 4    | Сход | 13   | ДСК  | Сход | 4    | 18  | Сход | 10   | 8    | 15   |
| 8     | GQ / stern AMG Mercedes                  | 16 | 6    | 8    | Сход | 7    | 7    | 12   | 10  | 10   | 12   | 10   | 9    |
| 8     | GQ / stern AMG Mercedes                  | 17 | 10   | 9    | 14   | Сход | 12   | 9    | 20  | 11   | 8    | 14   | 9    |
| 9     | KOLLES Futurecom                         | 18 | 14   | 14   | 15   | ДСК  |      | 13   | 16  | 17   | Сход | 12   | 0    |
| 9     | KOLLES Futurecom                         | 19 | 13   | НС   |      |      | Сход | 14   | 17  | 18   | Сход | 13   | 0    |
| 9     | KOLLES Futurecom                         | 20 | 11   | 13   | Сход | Сход | 14   | 15   | 14  | 16   | 17   | 11   | 0    |
| 10    | Audi Sport Team Abt Lady Power           | 21 | 12   | Сход | 12   | Сход | 17   | Сход | 15  | Сход | 16   | 17   | 0    |